# Ідея

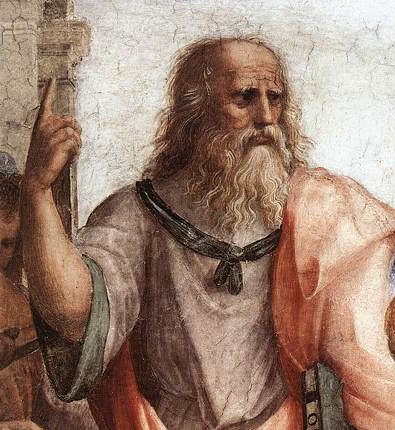
Поличчя Платона, який вказує на гіперуранське небо, оселю ідей.

Ідея (дав.-гр. εἶδος (ейдос),  грец. ιδέα — початок, принцип) — форма духовно-пізнавального відображення певних закономірних зв'язків та відношень зовнішнього світу, спрямована на його перетворення.
За своєю логічною будовою ідея є формою мислення, різновид поняття, зміст якого своєрідно поєднує в собі як об'єктивне знання про наявну дійсність, так і суб'єктивну мету, спрямований на її перетворення.
Особливістю ідеї є здатність виявляти найсуттєвіші, підпорядковані риси і закони об'єктивних процесів і створювати цілісний, взірцевий образ предмета в пізнанні або творчості. З цього погляду ідея споріднена з ідеалом, оскільки спрямована на досягнення вищої істинності й довершеності у зображенні й перетворенні дійсного.
Ідея органічно поєднує в собі теоретичні та практичні аспекти відношення людини до світу. Вона береться за основу того чи іншого дійства людської творчості. Ідея може бути істинною або хибною. Критерієм істинності ідеї є суспільно-історична практика.
В науці та мистецтві ідеєю називається головна думка твору або загальний принцип теорії чи винаходу, взагалі задум або найістотніша частина задуму. У цьому ж значенні поняття ідея трактується у галузі регулювання авторського права.

## Філософія

### Антична філософія
У давньогрецькій філософії ідеєю називалася доступна розуму незмінна структура, що лежить в основі речі. Саме слово зробив філософським поняттям Демокріт, який називав ідеями атоми — неподільні доступні розуму форми. Атоми незмінні, але з них складаються мінливі речі.
Для Платона і неоплатоників, як-от Плотін, ідея або ейдос — це довершена (доступна розуму) вічна сутність речі на противагу чуттєвому мінливому (минущому) в речі. Ідеї безтілесні, знаходяться поза визначених речей і явищ; вони становлять особливий ідеальний світ (царство ідей), яким і є справжня дійсність, трансцендентний світ істинного буття. Ідея є сутність не окремої речі, але будь-якого виду речей. Речі чуттєвої дійсності існують завдяки ідеям, і ідеї є їхніми зразками.
В Аристотеля поняття «ідея» та «ейдос» настільки змінюють свій сенс порівняно з платонівським, що у пострадянській школі їх традиційно перекладають терміном форма або (в логіці) «вид».

### Середньовічна філософія
У середньовічній філософії і християнському богослов'ї ідеї були сприйняті як прообрази речей у божественному розумі. Бог творить речі відповідно до своїх задумів й ідеальних форм. Таким же було й уявлення про ідеї у добу Відродження.

### Новоєвропейська філософія
Ще Платон означував ідеї не тільки як дійсність, але і як надбання людської душі (розуму). У новоєвропейській філософії XVII-XVIII століть саме психологічний і епістемологічний сенс поняття стає головним. Для Нового часу ідея — це засіб і форма людського пізнання дійсності. У клопітне поле поняття входили проблема походження ідей, проблема пізнавальної цінності ідей, проблема ставлення ідей до об'єктивного світу.

#### Філософія раннього Нового часу
Британські та французькі філософи XVII століття називали ідеями як загальні відмислені поняття, так і прості уявлення. Виникають суперечки з приводу походження ідей і їхньої відповідності дійсності; двома основними ставленнями стають раціоналізм і емпіризм. Емпірики вважали джерелом ідей відчуття і сприйняття, які лише узагальнюються в ідеях. Суб'єкт при цьому трактувався як пасивний. Раціоналісти XVII століття вважали джерелом пізнання спонтанну діяльність мислення, а ідеї розглядали як вроджені, первісно властиві суб'єкту і не зводяться до досвіду.
Декарт захищав концепцію про вроджені ідеї.
Джон Локк визначав ідею як «все, що є об'єктом розуму, коли людина мислить». Таким чином, для Локка ідея — це не стільки елемент розумового процесу, скільки дійсність свідомості або зовнішнього світу, на яку цей процес спрямовано.
На противагу Локку Девід Юм відносив ідеї до свідомості. Він протиставляв ясні враження чи сприйняття, які людина отримує з відчуттів, та ідеї, які є невиразним відтворенням сприйнять у розумі.

#### Німецька класична філософія
В німецькому класичному ідеалізмі поняття «ідея» позначало, як правило поняття певного роду і завжди грало істотну роль у будові філософського вчення. 
У системі Канта ідея є апріорне поняття чистого розуму, яким не відповідає ніяке явище чуттєвого досвіду, на відміну від понять розуму. Ідея, проте, висловлює функцію самого розуму — завершувати вищою єдністю всяке розумове пізнання. Регулятивна ідея (принцип, що задає мета пізнання) — це ідеал, до якого розум має прагнути, але якого він ніколи не зможе досягти. Ідеєю, зокрема, є свобода. Саме у силу ідеї свободи в практичній сфері автономія загального розумного суб'єкта протиставляється його детермінованості природними причинами як емпіричного суб'єкта.
За Й. Ґ. Фіхте, ідеї — це іманентні мети, згідно з якими «Я» творить світ. 
У Геґеля ідея є об'єктивною істиною, збігом суб'єкта і об'єкта, мислення і дійсності, що вінчає усе дійство розвитку. Геґелівське поняття ідеї узагальнює об'єктивний і суб'єктивний сенси поняття. Ідея є платонівською сутністю, але не поза дійством, а в ньому самому, будучи разом з тим кантовським поняттям чистого розуму, але не позбавленим буття, а створює всяке буття у собі і зі себе. Найвищою точкою розвитку знання, що містить у собі усі попередні прояви знання, у системі Геґеля є абсолютна ідея.

#### Філософія XIX—XX століть
У філософії XX століття поняття «ідея» втрачає самостійне значення і використовується лише як тотожне визначенню «поняття».
У радянському марксизмі ідея — форма осягнення в думці явищ об'єктивної дійсності, її об'єктивне, конкретне і всебічне знання, що охоплює свідомість мети й проєкції подальшого пізнання і практичного перетворення світу.
Британський філософ Артур Лавджой висунув проект створення науки про історичний процес створення, збереження і зміни ідей усім простором культури — історії ідей. Історія ідей тісно пов'язана з інтелектуальною історією, історією філософії, історією науки, історією письменства й історією культури в цілому, і тому може розглядатися як їхня частина або прикладна дисципліна в їхньому складі. В межах цієї дисципліни поодинокі ідеї — це думки або подання, які вступають у нові поєднання один з одним і змінюють форми вираження, залишаючись відносно незмінними.

## Психологія
Більшість психологів XIX століття розглядали ідеї як уявлення пам'яті і власне уяви.
На противагу їм Вільгельм Вундт визначав ідею як «свідоме уявлення будь-якого предмета або дійство зовнішнього світу». Таким чином, він відносив до ідей не тільки процеси пам'яті й уяви, а й процеси сприйняття.

## Антропологія і суспільні науки
У суспільному людинознавстві (культурній антропології) існує такий напрямок, як дослідження культурної дифузії. Воно вивчає поширення ідей від культури до культури. Деякі антропологічні теорії виходять з того, що усі культури переймають ідеї однієї або декількох самобутніх культур. Еволюційна теорія дифузії дотримується тієї точки зору, що культури знаходяться одна під впливом одної, але подібні ідеї можуть розвинутися й у відокремленості.
У середині XX століття соціологи почали досліджувати, як і чому ідеї поширюються від однієї людини до іншої або від однієї культури до іншої. Еверетт Роджерс проводив дослідження дифузії нововведень для того, щоб виявити чинники у прийнятті ідей. 1976 року Річард Докінз запропонував застосувати модель біологічної еволюційної теорії до процесу поширення ідей. Для опису абстрактної одиниці відбору він запровадив поняття «мем», подібний гену в еволюційної біології.

## Право
Згідно п. 3 ст. 8 закону України «Про авторське право і суміжні права», авторське право на ідеї не поширюється.